# Rue Léonidas
La rue Léonidas est une voie située dans le quartier de Plaisance du 14e arrondissement de Paris.

## Situation et accès
La voie de circulation est desservie par 24 numéros d'adresses postales.
La rue Léonidas est desservie à proximité par la ligne 4 à la station Alésia.

## Origine du nom
La rue tire son nom de Léonidas, resté célèbre par son opposition héroïque face aux Perses lors de la bataille des Thermopyles,  a été choisi par le lotisseur du terrain Alexandre Chauvelot en raison de sa proximité avec la rue des Thermopyles.

## Historique
Cette rue résulte de la fusion, en 1957 :
- de l'impasse des Plantes, qui débutait passage des Plantes. En 1875, la partie comprise entre les rues Léonidas et du Moulin-Vert a été dénommée « rue des Plantes » ;
- du passage Léonidas, qui débutait au 6, passage des Plantes et se terminait au 31, rue Sainte-Eugénie.

En 2018, d'après une analyse sur la toponymie des rues de la ville publiée par le quotidien Le Figaro. Il apparaît que la voie est dédiée au personnage le plus ancien auquel un hommage est rendu par l'attribution de son nom à une rue de la capitale : le roi Léonidas Ier de Sparte, né en 540 av. J.-C..